# README

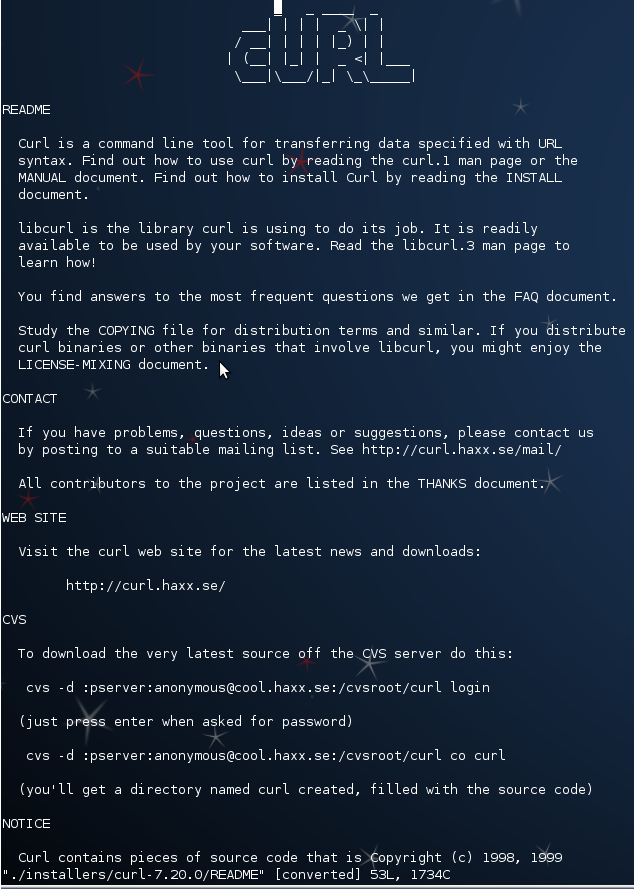
esempio di file README

Un file README (dall'inglese read me, "leggimi") è un file che contiene informazioni riguardo ai file contenuti in un archivio o in una directory ed è comunemente incluso nei pacchetti software. Il file può avere diverse estensioni: dal semplice file .txt al markdown .md a estensioni di fantasia come README.1ST, READ.ME o semplicemente senza estensione README e nei sistemi Windows come README.WRI o README.RTF o README.DOC.
Il contenuto segue più o meno questo schema:
- Istruzioni per la configurazione
- Guida all'installazione
- Un elenco dei file contenuti nel pacchetto
- Informazioni riguardo al tipo di licenza e il copyright
- Contatti del distributore e del programmatore
- Eventuali bug (conosciuti)
- Risoluzione di problemi
- Ringraziamenti
- Un changelog